# Stipe Radić
Stipe Radić (Split, 2000. június 10. –) horvát korosztályos válogatott labdarúgó, a Fortuna Sittard játékosa.

## Pályafutása

### Klubcsapatokban
A Solin és a Hajduk Split korosztályos csapataiban nevelkedett. 2018. november 11-én mutatkozott be a Hajduk Split tartalék csapatában a Bijelo Brdo elleni bajnoki mérkőzésen a 66. percben Hrvoje Relota cseréjeként. 2019. december 1-jén a felnőttnél is debütált a HNK Rijeka csapata ellen 4–0-ra elvesztett bajnoki találkozón. 2020. október 31-én megszerezte első bajnoki gólját a tartalék csapatban az Osijek II ellen. November 29-én ismét eredményes tudott lenni a Međimurje csapata ellen 4–0-ra megnyert másodosztályú mérkőzésen. 
2021. február 1-jén a belga élvonalbeli Beerschot csapatába igazolt. Február 7-én kezdőként debütált a Royal Antwerp ellen 2–1-re elvesztett mérkőzésen. Február 28-án első bajnoki gólját szerezte meg a Mouscron ellen. 2022. március 20-án a K Sint-Truidense VV csapata ellen 3–2-re elvesztett bajnoki találkozón is eredményes volt. A 2021–22-es szezon végén kiestek az élvonalból, így aktivált egy záradékot a szerződésében, amely lehetővé tette számára, hogy kiesés esetén távozzon.
2022. december 14-én másfél évre szerződtette ingyen a holland Fortuna Sittard. 2023. január 15-én debütált a PSV Eindhoven ellen csereként.

### A válogatottban
Többszörös korosztályos válogatott és a 2017-es U17-es labdarúgó-Európa-bajnokságon is pályára lépett. 2021. novemberében meghívót kapott az U21-es válogatottba, de Észtország ellen csak a kispadon kapott lehetőséget.

## Statisztika
2023. március 3-án frissítve.
| Klub            | Szezon   | Bajnokság | Bajnokság | Kupa  | Kupa | Nemzetközi | Nemzetközi | Egyéb | Egyéb | Összesen | Összesen |
| Klub            | Szezon   | Meccs     | Gól       | Meccs | Gól  | Meccs      | Gól        | Meccs | Gól   | Meccs    | Gól      |
| --------------- | -------- | --------- | --------- | ----- | ---- | ---------- | ---------- | ----- | ----- | -------- | -------- |
| Hajduk Split II | 2018–19  | 9         | 0         | —     | —    | —          | —          | —     | —     | 9        | 0        |
| Hajduk Split II | 2019–20  | 11        | 0         | —     | —    | —          | —          | —     | —     | 11       | 0        |
| Hajduk Split II | 2020–21  | 12        | 2         | —     | —    | —          | —          | —     | —     | 12       | 2        |
| Hajduk Split II | Összesen | 32        | 2         | 0     | 0    | 0          | 0          | 0     | 0     | 32       | 2        |
| Hajduk Split    | 2019–20  | 8         | 0         | —     | —    | —          | —          | —     | —     | 8        | 0        |
| Hajduk Split    | 2020–21  | 0         | 0         | 1     | 0    | —          | —          | —     | —     | 1        | 0        |
| Hajduk Split    | Összesen | 8         | 0         | 1     | 0    | 0          | 0          | 0     | 0     | 9        | 0        |
| Beerschot VA    | 2020–21  | 9         | 1         | 1     | 0    | —          | —          | —     | —     | 10       | 1        |
| Beerschot VA    | 2021–22  | 30        | 1         | 2     | 0    | —          | —          | —     | —     | 32       | 1        |
| Beerschot VA    | Összesen | 39        | 2         | 3     | 0    | 0          | 0          | 0     | 0     | 42       | 2        |
| Fortuna Sittard | 2022–23  | 5         | 0         | 0     | 0    | —          | —          | —     | —     | 5        | 0        |
| Fortuna Sittard | Összesen | 5         | 0         | 0     | 0    | 0          | 0          | 0     | 0     | 5        | 0        |
| Összesen        | Összesen | 172       | 45        | 8     | 3    | 15         | 2          | 0     | 0     | 195      | 50       |